# Laurence Bloch
Pour les articles homonymes, voir Bloch.
Ne doit pas être confondu avec Lawrence Block.
Laurence Bloch, née le 30 août 1952 à Boulogne-Billancourt, est une journaliste, productrice et dirigeante de radio française de service public.

## Biographie
Laurence Bloch est née le 30 août 1952 à Boulogne-Billancourt. 
Après des études secondaires à l'Institution Sainte-Claire de Lille, elle fait des études d'anglais et de droit, respectivement à Lille III-Charles de Gaulle et à Paris II-Panthéon Assas, avant d'intégrer Sciences Po (diplômée de la promotion 1975, section Pol.Eco.Soc.). 
En 1978, elle effectue un stage à France Inter, qui lui révèle son intérêt pour la radio. Elle commence sa carrière de journaliste à France Culture avant de devenir correspondante en Afrique australe pour Radio France internationale et La Croix. À partir de 1987, elle produit l'émission Le Pays d'ici. Elle est nommée directrice-adjointe de France Culture en 1989,.

## Parcours à France Inter
Laurence Bloch rejoint France Inter en 2010 en tant que directrice-adjointe et responsable de l'antenne,. En mai 2014, le nouveau PDG de Radio France, Mathieu Gallet, la nomme au poste de directrice de France Inter, en remplacement de Philippe Val,. Elle élabore la grille de rentrée avec le directeur des programmes Emmanuel Perreau et le directeur délégué aux contenus Frédéric Schlesinger. Laurence Bloch projette de « faire monter une génération nouvelle, et mettre plus de femmes à l'antenne. » La nouvelle direction choisit notamment d'écarter Ivan Levaï, de transférer Frédéric Lodéon sur France Musique et de supprimer les émissions Là-bas si j'y suis de Daniel Mermet, et La prochaine fois je vous le chanterai de Philippe Meyer.
Comme un bruit qui court est supprimé en 2019. Laurence Bloch avait auparavant convoqué les producteurs de l’émission, leur déclarant que celle-ci « ressemble à un tract de la CGT. Quand je l’entends, j’éteins ». Le Monde diplomatique relève qu'en dix ans, le temps d’antenne dévolu aux luttes sociales a été divisé par dix.
Charline Vanhoenacker la remercie de s’être « bataillée pour qu’on puisse être libre et faire de l’humour sur cette antenne » lors d’un épisode du podcast Par Jupiter, où elle était invitée en tant que directrice sortante.
Laurence Bloch est remplacée à la direction de France Inter par Adèle Van Reeth en août 2022, sur une décision de Sibyle Veil.
Elle devient ensuite directrice des antennes et de la stratégie éditoriale de Radio France, succédant à Dana Hastier.
Le 30 mai 2024, Télérama annonce qu'elle quittera Radio France le 1er juillet 2024, après y avoir passé cinquante années. Elle évoque « un choix personnel » pour justifier son départ, sans indiquer quel sera son futur. Elle est remplacée par Vincent Meslet.
Elle est nommée en mars 2025 par la ministre de la Culture Rachida Dati pour superviser la réforme de l’audiovisuel public souhaitée par le gouvernement.

## Distinction honorifique
- Officière de l'ordre des Arts et des Lettres depuis janvier 2007[18].
- Commandeure de l'ordre des Arts et des Lettres promue le 10 février 2016[19].